# Garfield Morgan
Garfield Morgan (Birmingham, Engeland, 19 april 1931 – 5 december 2009) was een Brits acteur.
Morgan was vooral bekend als det. chief insp. Frank Haskins uit de televisieserie The Sweeney. Verder speelde hij vele andere rollen in films en televisieseries. Hij maakte onder meer gastoptredens in The Avengersr, On the Buses, The Persuaders! en Dick Turpin.
Dit jaar was hij te zien als Geoff in de film 28 Weeks Later. Ook was hij in het verleden onder meer te zien in de films George and Mildred, The Englishman Who Went Up a Hill But Came Down a Mountain, The Odessa File en To Catch a Spy.

## Filmografie
- Drama 60-67 (televisieserie) – schoolmeester (afl. "Drama '61: Local Incident", 1961)
- Out of This World (televisieserie) – receptionist (afl. "Dumb Martian", 1962)
- Z-Cars (televisieserie) – dronken bestuurder (afl. "Friday Night", 1962)
- Silent Evidence (televisieserie) – Albert Chalker (afl. "Driven to the Brink", 1962)
- Z-Cars (televisieserie) – Dasher (afl. "Hi-Jack!", 1962)
- A Prize of Arms (1962) – MP met hond
- The Edgar Wallace Mystery Theatre (televisieserie) – Meredith (afl. "On the Run", 1963)
- Z-Cars (televisieserie) – Fred Darcy (afl. "The Main Chance", 1963)
- Ghost Squad (televisieserie) – Downes (afl. "The Grand Duchess", 1963)
- Der Schwur des Soldaten Pooley (1963) – Albert Pooley
- Ghost Squad (televisieserie) – Paul Morris (afl. "Dr. Ayre", 1964)
- Drama 60-67 (televisieserie) – Det. Supt. Miller (afl. "Drama '64: A Fear of Strangers", 1964)
- Z-Cars (televisieserie) – Mr. Barnes (afl. "I Mean...Where Does It Stop?", 1964)
- Detective (televisieserie) – Rev. Pryce-Jones (afl. "The Quick One", 1964)
- The Villains (televisieserie) – Durrell (afl. "Big Tickle", 1964)
- The Villains (televisieserie) – Prison Officer Cook (afl. "Three to a Cell", 1965)
- Undermind (televisieserie) – Smith (afl. "The New Dimensions", 1965)
- Redcap (televisieserie) – Bob McGregor (afl. "A Town Called Love", 1965)
- R3 (televisieserie) – Vernon (afl. "And No Birds Sing", 1965)
- Z-Cars (televisieserie) – Dodds (afl. "The Long Spoon", 1965)
- Public Eye (televisieserie) – Brown (afl. "They Go Off in the End, Like Fruit", 1965)
- The Mask of Janus (televisieserie) – Janacek (afl. "And the Fish Are Biting", 1965)
- Redcap (televisieserie) – Sgt. O'Keefe (afl. "The Killer", 1966)
- Public Eye (televisieserie) – Charlie Knox (afl. "Twenty Pounds of Heart and Muscle", 1966)
- Softly Softly (televisieserie) – Det. Chief Insp. Lewis (19 afl., 1966)
- Scales of Justice (televisieserie) – Jason (afl. "Company of Fools", 1966)
- The Saint (televisieserie) – Mundt (afl. "The Art Collectors", 1967)
- The Wednesday Play (televisieserie) – Nokes (afl. "Who's Going to Take Me On?", 1967)
- Who's Going to Take Me On? (televisiefilm, 1967) – Nokes
- The Baron (televisieserie) – Stavros (afl. "Night of the Hunter", 1967)
- Another Day, Another Dollar (televisiefilm, 1967) – Danny
- Our Mother's House (1967) – Mr. Moley
- The Avengers (televisieserie) – Gilbert (afl. "The Fear Merchants", 1967)
- Man in a Suitcase (televisieserie) – Gilley (afl. "The Sitting Pigeon", 1967)
- The Informer (televisieserie) – Dyson (afl. "The Flat Season", 1967)
- Public Eye (televisieserie) – Lewis Burnside (afl. "Honesty Is the Best Policy – But Who Can Afford the Premiums?", 1968)
- A Man of Our Times (televisieserie) – Ian Martin (afl. "If Only Wishing Could End as Loving?", 1968)
- The First Lady (televisieserie) – Pringle (afl. "King of Furness", 1968)
- The Jazz Age (televisieserie) – Borrow (afl. "Post Mortem", 1968)
- Thirty-Minute Theatre (televisieserie) – rol onbekend (afl. "Cross Examine", 1968)
- The Avengers (televisieserie) – bediende (afl. "The Game", 1968)
- Scobie in September (televisiefilm, 1969) – Slackhand
- The Troubleshooters (televisieserie) – Comber (afl. "If He Hollers, Let Him Go", 1969)
- Out of the Unknown (televisieserie) – Henry Beldon (afl. "1+1=1.5", 1969)
- Judge Dee (televisieserie) – Tao Gan (afl. onbekend, 1969)
- The Avengers (televisieserie) – Sexton (afl. "Take-Over", 1969)
- Albert! (televisieserie) – Mr. A.C. Strain (afl. onbekend, 1969)
- Department S (televisieserie) – Mendham (afl. "Spencer Bodily Is Sixty Years Old", 1970)
- Two in Clover (televisieserie) – Mr. Benson (afl. 2.2, 1970)
- Randall & Hopkirk (Deceased) (televisieserie) – Carlson (afl. "The House on Haunted Hill", 1969)
- Randall and Hopkirk (Deceased) (televisieserie) – Edwards (afl. "You Can Always Find a Fall Guy", 1970)
- Callan (televisieserie) – Lubin (afl. "Breakout", 1970)
- Perfect Friday (1970) – 1st Airport Official
- Menace (televisieserie) – Barnard (afl. "The Innocent", 1970)
- Whom God Hath Joined (televisiefilm, 1970) – aanklager
- Paul Temple (televisieserie) – Lewis (afl. "The Specialists", 1971)
- To Catch a Spy (1971) – de echtgenoot
- Paul Temple (televisieserie) – John Charlesworth (afl. "With Friends Like You, Who Needs Enemies?", 1971)
- Dixon of Dock Green (televisieserie) – Det. Insp. Warren (afl. "Flashpoint", 1971)
- The Persuaders (televisieserie) – Peter Hayward (afl. "Take Seven", 1971)
- Opportunity Knocks (televisieserie) – Four Minutes Dead (afl. "The Script Writers Chart Show", 1972)
- Henry VIII and His Six Wives (1972) – Cardiner
- On the Buses (televisieserie) – Mr. Stilton (afl. "Bye Bye Blakey", 1972)
- Z-Cars (televisieserie) – Colin Dalton (afl. "Forget It: Part 1 & 2", 1972)
- Man Who Was Hunting Himself (miniserie, 1972) – The Planner
- Dixon of Dock Green (televisieserie) – Kimber (afl. "Gun Point", 1972)
- The Edwardians (miniserie, 1972) – Edward Emblem
- Menace (televisieserie) – Jarrett (afl. "Judas Goat", 1973)
- Follyfoot (televisieserie) – Brian Donnelly (afl. "Hazel", 1973)
- Digby, the Biggest Dog in the World (1973) – Rogerson
- Crown Court (televisieserie) – rol onbekend (afl. "Robin and Juliet", 1973)
- The Train Now Standing (televisieserie) – Mr. Pitts (1973)
- Special Branch (televisieserie) – Majoor Hallett (afl. "Something About a Soldier", 1974)
- Armchair Cinema (televisieserie) – Det. Chief Insp. Frank Haskins (afl. "Regan", 1974)
- Sutherland's Law (televisieserie) – George Parker (afl. "The Partnership", 1974)
- The Odessa File (1974) – Israëlische generaal
- Crown Court (televisieserie) – rol onbekend (afl. "A Difference in Style", 1975)
- Just William (televisieserie) – Dr. Bell (afl. "William and the Badminton Racket", 1977)
- The Sweeney (televisieserie) – Det. Chief Insp. Frank Haskens (37 afl., 1975–1978)
- George & Mildred (1980) – Bridges
- Dick Turpin (televisieserie) – Warren (afl. "The Fox: Part 1 & 2", 1980)
- Keep It in the Family (televisieserie) – politie-sergeant (afl. "Takeaway Sunday", 1980)
- West End Tales (televisieserie) – de bisschop (1981)
- Maybury (televisieserie) – rol onbekend (afl. onbekend, 1981)
- The Gentle Touch (televisieserie)
- The Bounder (televisieserie) – Scrimshaw (afl. "Raising the Wind", 1982)
- Squadron (televisieserie) – AOC (afl. "Memorial Flight", 1982)
- Shelley (televisieserie) – Desmond (afl. onbekend, 1982–1984)
- One by One (televisieserie) – Howard Rundle (2 afl., 1984)
- Hallelujah! (televisieserie) – Brig. Langton (2 afl., 1984)
- Deceptions (televisiefilm, 1985) – rol onbekend
- Murder Elite (1985) – inspecteur Moss
- Jenny's War (televisiefilm, 1985) – Wilford
- The Tripods (televisieserie) – slavenmeester (2 afl., 1985)
- Minder on the Orient Express (televisiefilm, 1985) – Supt. Mason
- The Deliberate Death of a Polish Priest (televisiefilm, 1986) – De rechter
- Out of Order (1987) – Drill Sergeant
- You Must Be the Husband (televisieserie) – Gerald (afl. onbekend, 1987–1988)
- Dirty Dozen: The Series (televisieserie) – Generaal von Krump (afl. "Don Danko", 1988)
- Boon (televisieserie) – Vic Fynedale (afl. "Honourable Service", 1988)
- Minder: An Officer and a Car Salesman (televisiefilm, 1988) – Supt. Mason
- Minder (televisieserie) – Supt. Mason (2 afl., 1989)
- The Nineteenth Hole (televisieserie) – George Brady (The Captain) (afl. onbekend, 1989)
- No Job for a Lady (televisieserie) – Norman (3 afl., 1990)
- Zorro (televisieserie) – Deputy Governor Frescas (afl. "The Don's Dilemma", 1991)
- Lovejoy (televisieserie) – Commander Jolly (afl. "Angel Trousers", 1992)
- Born Kicking (televisiefilm, 1992) – Willian Curtley
- Alas Smith & Jones (televisieserie) – rol onbekend (4 afl., 1987/1992)
- Dangerfield (televisieserie) – Hilton (afl. "The Accidental Shooting", 1995)
- The Englishman Who Went Up a Hill But Came Down a Mountain (1995) – Davies the School
- Starting Over (1998) – Morgan
- Top Dog (2002) – Bob Henchard
- Doctors (televisieserie) – Harry Matthews (afl. "Food for Thought", 2002)
- Heartbeat (televisieserie) – Jim Pinder (afl. "Lily of the Valley", 2003)
- Bad Girls (televisieserie) – Clive Mills (afl. 5.16, 2003)
- Holby City (televisieserie) – Frank Warner (afl. "Protection", 2004)
- TV Burp (televisieserie) – rol onbekend (afl. 3.5, 2004)
- Doctors (televisieserie) – Frank Dale (afl. "A Dying Breed", 2005)
- The Bill (televisieserie) – Leonard Walters (afl. "363", 2005)
- 28 Weeks Later (2007) – Geoff